# (9522) 1981 DS
(9522) 1981 DS (1981 DS, 1954 FG) — астероїд головного поясу, відкритий 28 лютого 1981 року.
Тіссеранів параметр щодо Юпітера — 3.087.